# NGC 777
NGC 777 is een elliptisch sterrenstelsel in het sterrenbeeld Driehoek. Het hemelobject werd op 12 september 1784 ontdekt door de Duits-Britse astronoom William Herschel.

## Synoniemen
- PGC 7584
- UGC 1476
- MCG 5-5-38
- ZWG 503.67